# Jolkos
Jolkos (obecnie Wolos) – miasto w starożytnej Tessalii w pobliżu Zatoki Pagasyjskiej. Według mitologii greckiej władcą Jolkos był Ajzon syn Tyro i Kreteusa. Tronu pozbawił go przyrodni brat, Pelias. W tym mieście Jazon wraz z Argonautami rozpoczął i zakończył wyprawę po złote runo.